# مسجد جامع قدیم بردسکن
مسجد جامع قدیم بردسکن نام مسجدی تاریخی مربوط به دوره قاجار است و در بردسکن، خیابان قائم، خیابان سید باقر، جنب مسجد جامع جدید شهر واقع شده و این اثر در تاریخ ۱۷ مرداد ۱۳۸۳ با شمارهٔ ثبت ۱۱۰۳۶ به‌عنوان یکی از آثار ملی ایران به ثبت رسیده است.

## نگارخانه

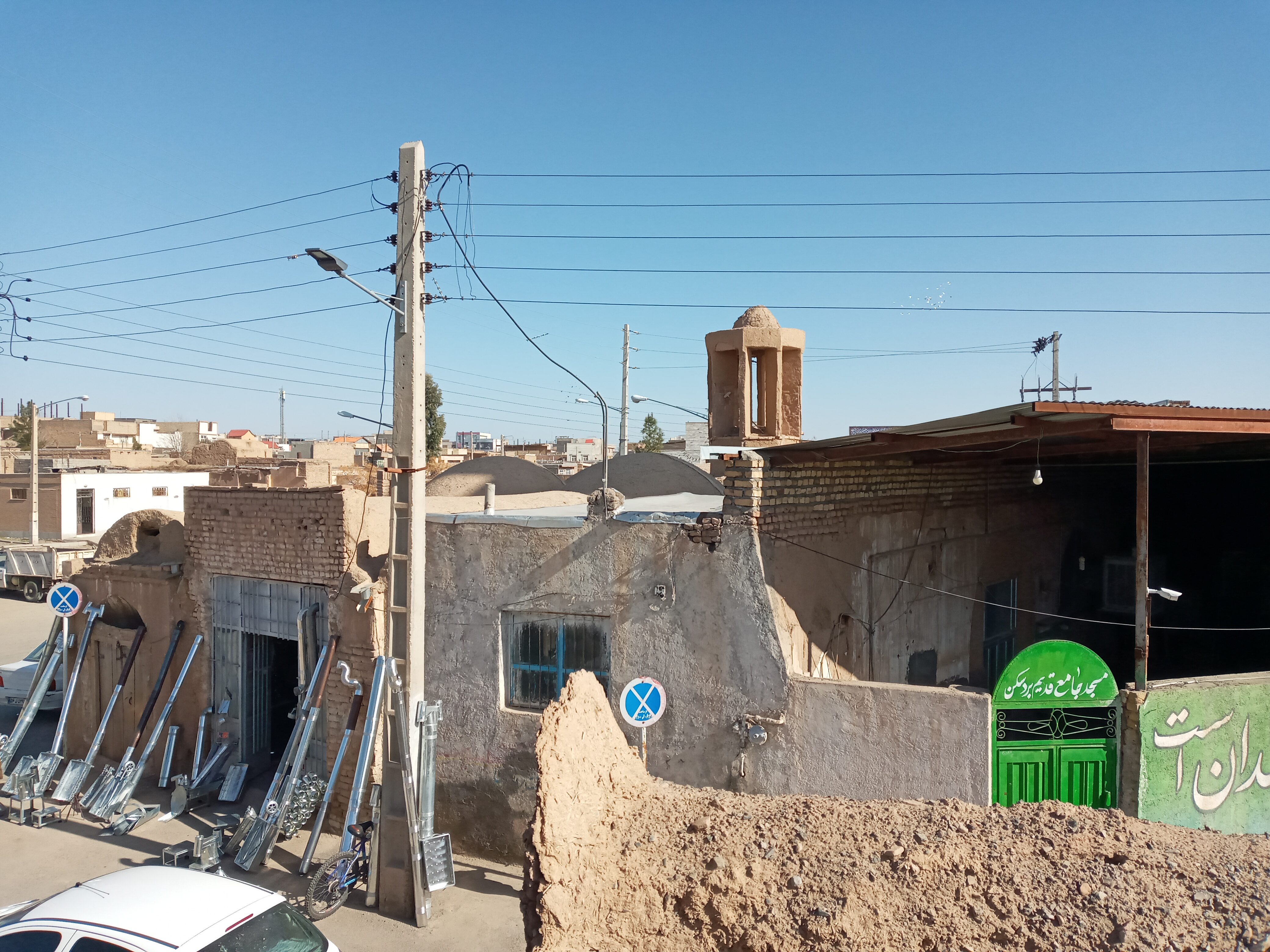
نمایی از مسجد جامع
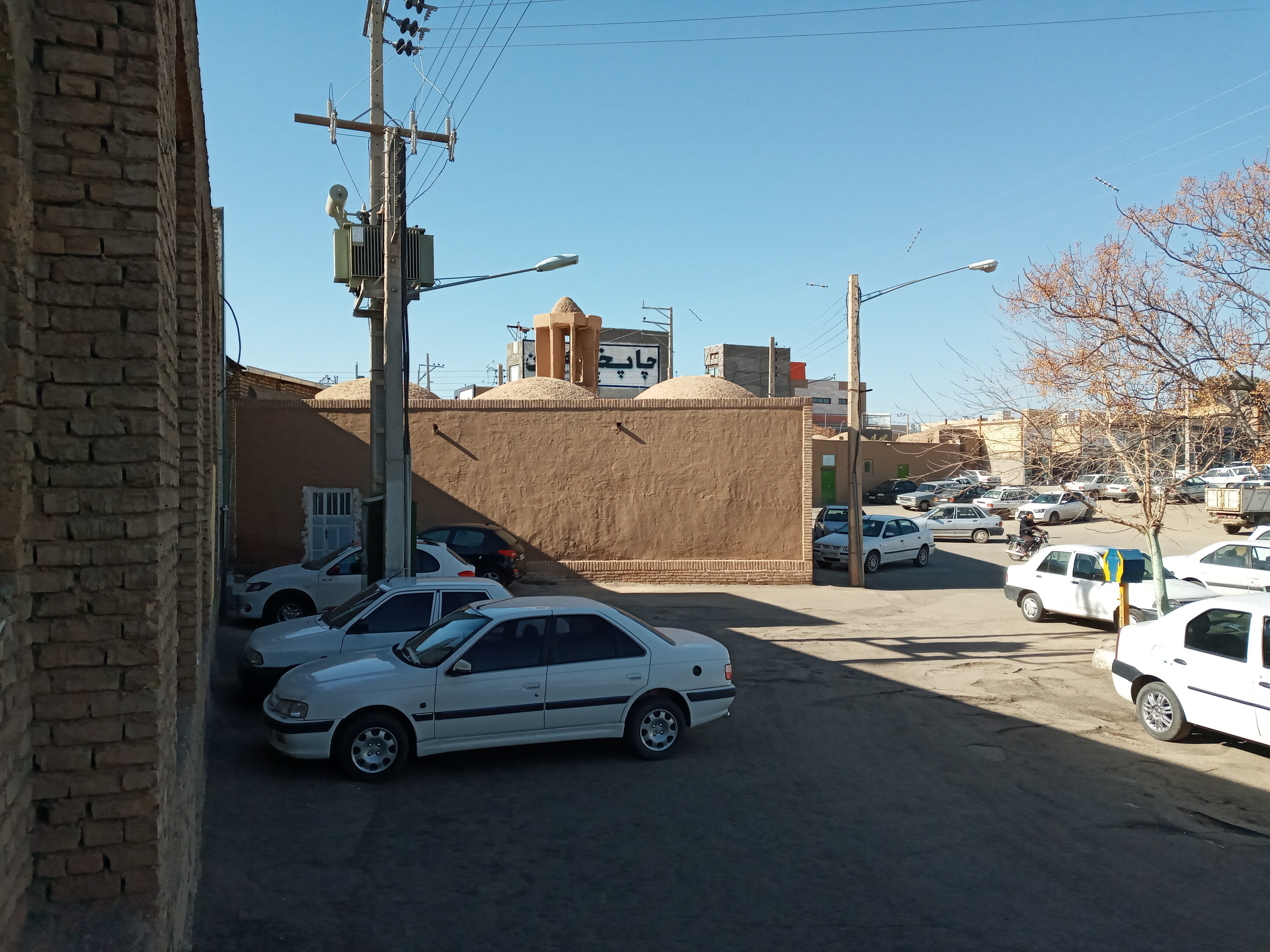
نمایی از مسجد جامع
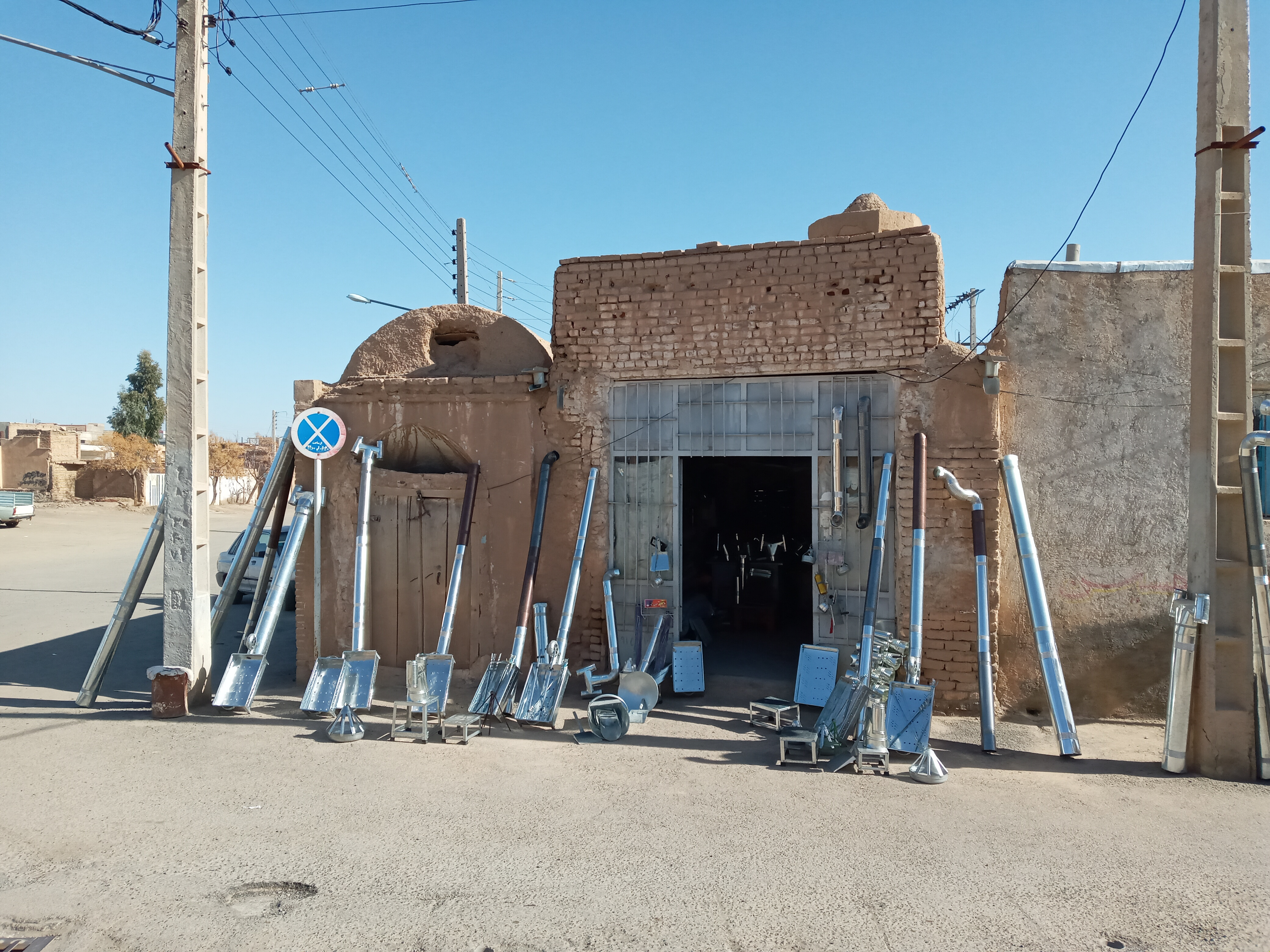
نمایی از مسجد جامع
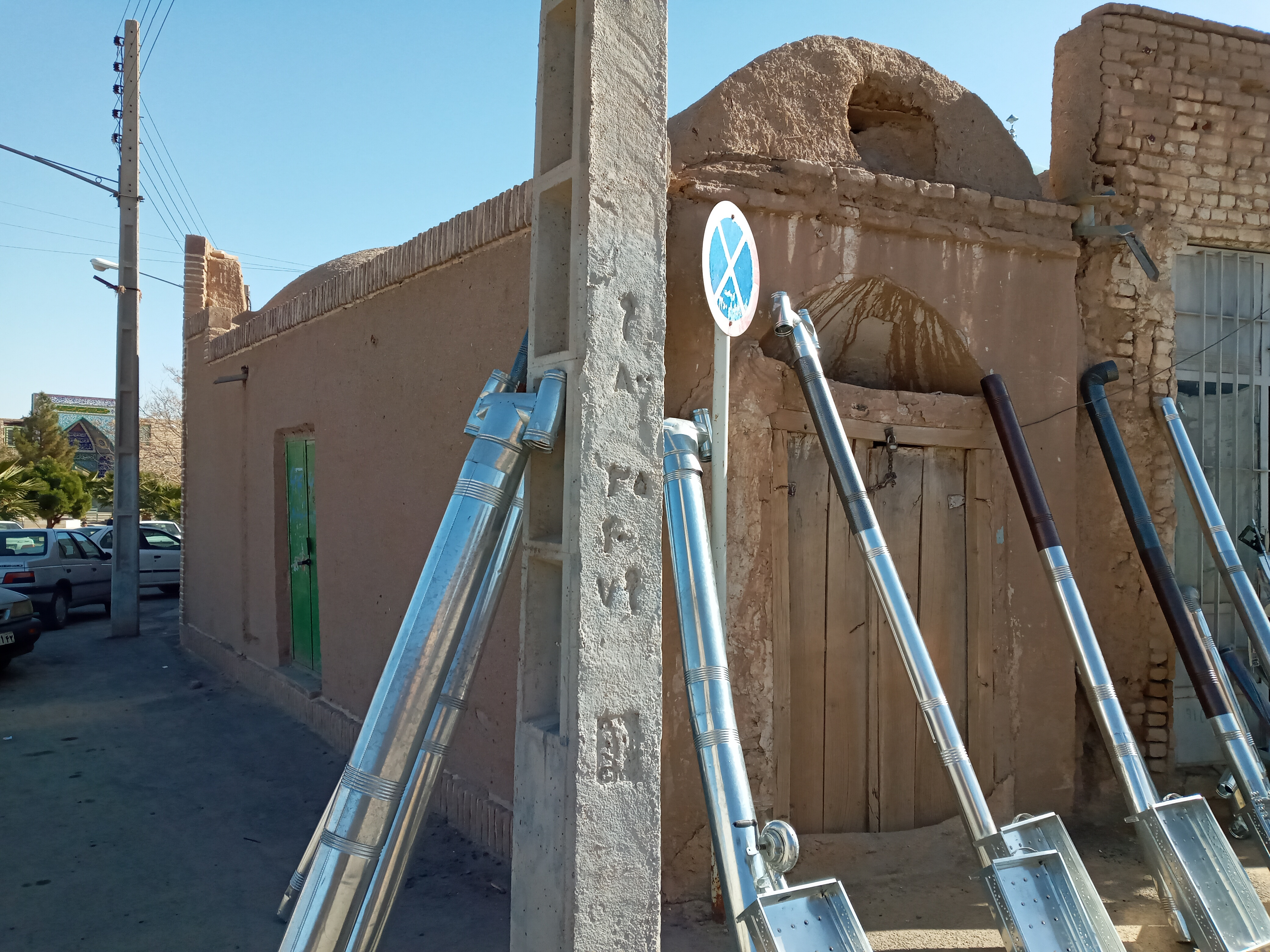
نمایی از مسجد جامع